# Der Präsident (Drama)
Der Präsident ist das fünfte abendfüllende Drama Thomas Bernhards. Es wurde 1974 fertiggestellt, die Uraufführung fand am 17. Mai 1975 in Wien statt. Es gehört zu den weniger gespielten Stücken Bernhards. Zur Zeit seines Erscheinens war die Thematik (die Bedrohung eines autoritären Staatsmanns durch Anarchisten) hochaktuell, die erste Aufführung in  Stuttgart fand am gleichen Tag wie der Prozessauftakt gegen Andreas Baader, Ulrike Meinhof und andere Mitglieder der RAF in Stuttgart-Stammheim statt.

## Handlung
Erste Szene
Der Präsident ist im Bad und lässt sich massieren, die Präsidentin wird von ihrem Dienstmädchen angekleidet und monologisiert über das Attentat, in welchem der Präsident nur knapp verfehlt und sein Oberst erschossen wurde, weiter ist ihr Hund dabei am Schreck gestorben. In ihrem Monolog wird weiterhin deutlich, dass „Anarchisten“ schon zahlreiche Attentate verübt hatten und der Präsident hart dagegen vorgeht. Sowohl ihr Sohn als auch der Sohn des Dienstmädchens wurden während des Niederschlagens der Proteste an Universitäten verhaftet. Während der Sohn des Dienstmädchens Philosophie studiere, sei der Sohn des Präsidentenpaars angehender Archäologe. Nach seiner Haftentlassung wurde er nach Amerika geschickt, sei jedoch wieder nach Europa zurückgekommen, mit unklarem Aufenthaltsort. Während des Monologs sind alle anderen Beteiligten weitgehend stumm, es klingt an, dass sich Masseur und Präsident im Bad Witze erzählen.
Zweite Szene
Der Ort ist unverändert, der Monolog der Präsidentin setzt sich fort: sie unterstütze nach wie vor die Künste und bereitet sich auf einen Theaterauftritt mit dem Kindertheater vor. Weiter werden die von ihr verehrten französischen Philosophen angesprochen sowie ihr Kaplan, welcher ihr selbige nahebrachte. Der Masseur verlässt die Szene, das Paar spricht über das Attentat. Der neue Oberst erscheint mit zu unterschreibenden Begnadigungen, die Gattin fordert ihren Mann auf, nicht zu unterschreiben. Im Zwiegespräch mit dem Dienstmädchen deutet sie an, dass sowohl sie als auch ihr Mann Affären haben.
Dritte Szene
Der Präsident amüsiert sich in einem portugiesischen Hotelrestaurant mit einer Schauspielerin, mit der er offenkundig schon eine lange Beziehung führt. Beide wollten „das Höchste“ in ihrem Feld erreichen, er das Präsidentenamt in der Politik, sie den Rang der größten Schauspielerin. Er habe sein Ziel unter anderem durch die Heirat in die einflussreichen Kreise seiner reichen Gattin erreicht. Diese verachtet er im Grunde, der Kaplan beute sie finanziell aus, ihr Hund sei ihr wiederum wichtiger als ihr Liebhaber. Er wie auch die Schauspielerin seien indessen unter widrigsten Umständen an die Spitze gelangt.
Vierte Szene
Im Nebenzimmer eines Casinos hält der Oberst einen Monolog, in dem er dem anwesenden Botschafter und Offizieren seine Bewunderung für das restriktive Regime in Portugal ausdrückt. Er lobt das Talent der Schauspielerin, die währenddessen nebenan sein Geld verspielt, spottet über seine Frau, die sich aus Angst mit Ärzten und Geistlichen umgibt, um dann die Ärzte und Geistlichen selbst zu verspotten. Über die Anarchisten, die in Portugal eingesperrt würden, kommt er auf seinen Sohn zu sprechen, der trotz der Bemühungen seiner Eltern nun auch Anarchist geworden sei, einer der gefährlichsten, von dem er annehmen müsse, dass er seine Eltern ermorden wolle. Nachdem er die Angst ausgedrückt hatte, er könne das möglicherweise auch schaffen, geht er ins Casino, um „alles zurückzugewinnen“
Fünfte Szene
Die Szene besteht nur noch aus kurzen Äußerungen von Leichendienern und einem Offizier, die die Aufbahrung des toten Präsidenten eröffnen. Präsidentin und Volk gehen am Sarg vorbei.

## Rezeption
Das Stück wurde am 17. Mai 1975 im Wiener Akademietheater unter der Regie von Ernst Wendt uraufgeführt, die Kritik war eher enttäuscht. Siegfried Unseld konstatierte, die „...Aufführung kam über die Runden, wurde beifällig aufgenommen, selbstverständlich, das war zu erwarten, verließen einige Leute unter Protest die Aufführung, aber irgendwie war das Ganze nicht befriedigend.“
In der ZEIT besprach Rolf Michaelis die Uraufführung in Wien wie auch die folgende Aufführung am 20. Mai im Württembergischen Staatstheater in Stuttgart, dort inszeniert von Claus Peymann. Er lobt Bernhards Weiterentwicklung, dieser sei zum ersten Mal „...fähig, seine Botschaft von der alleinseligmachenden Perfektion der (Schau-Spiel- oder politischen) Kunst zu ironisieren, also selbstkritisch zu reflektieren.“ Im Folgenden schränkt er jedoch wieder deutlich ein: „Damit ist nicht gesagt, „Der Präsident“ sei ein gutes Theaterstück. Allzu sehr klingen die ersten beiden Szenen (Monolog einer sich einkleidenden, für die öffentliche Rolle präparierenden, die Dienerin quälenden Frau) als Echo der ersten Hälfte des „Ignoranten“, allzu sehr die beiden folgenden (Meditation eines Diktators über Staat und Herrschaft) nach matter Variation der Ansichten, die in der „Jagdgesellschaft“ nach der Pause vom dort General genannten Regierungschef verkündet werden.“

## Ausgaben
Thomas Bernhard: Der Präsident. In: Stücke II. Suhrkamp, Berlin 2011, ISBN 978-3-518-38034-5